# Hillary Wolf
Hillary Jocelyn Wolf (Chicago, 7 de febrero de 1977) es una deportista estadounidense que compitió en judo. Ganó cuatro medallas en el Campeonato Panamericano de Judo entre los años 1994 y 1999.

## Palmarés internacional
| Campeonato Panamericano | Campeonato Panamericano   | Campeonato Panamericano | Campeonato Panamericano |
| Año                     | Lugar                     | Medalla                 | Categoría               |
| ----------------------- | ------------------------- | ----------------------- | ----------------------- |
| 1994                    | Santiago de Chile (Chile) | Medalla de plata        | –48 kg                  |
| 1996                    | San Juan (Puerto Rico)    | Medalla de plata        | –48 kg                  |
| 1997                    | Guadalajara (México)      | Medalla de bronce       | –48 kg                  |
| 1999                    | Montevideo (Uruguay)      | Medalla de oro          | –52 kg                  |